# Chiesa di San Michele Arcangelo (Dignano, Italia)
La chiesa di San Michele Arcangelo è la parrocchiale di Carpacco, frazione di Dignano, in provincia e arcidiocesi di Udine; fa parte della forania del Friuli Collinare.

## Storia
Si sa che la prima chiesa di Carpacco dedicata a San Michele Arcangelo venne edificata nel 1440. Questo edificio fu rimaneggiato nel 1540 e praticamente rifatto nel 1723. Nel XIX secolo venne ricostruita, sul lato ovest, la sagrestia. L'attuale parrocchiale venne edificata tra il 1905 ed il 1926; intanto, nel 1924, era stata ricostruita in calcestruzzo la cella campanaria. Nel 2010 l'edificio fu completamente restaurato.